# Нітрицькі пагорби
Нітрицькі пагорби (Nitrické vrchy) — гірський масив в Словаччині; геоморфологічна підодиниця масиву Стражовські-Врхи. Найвища гора — Сухий верх (1028 м.). Місце розташування — Тренчинський край.